# Friedrich-Ebert-Park (Quedlinburg)

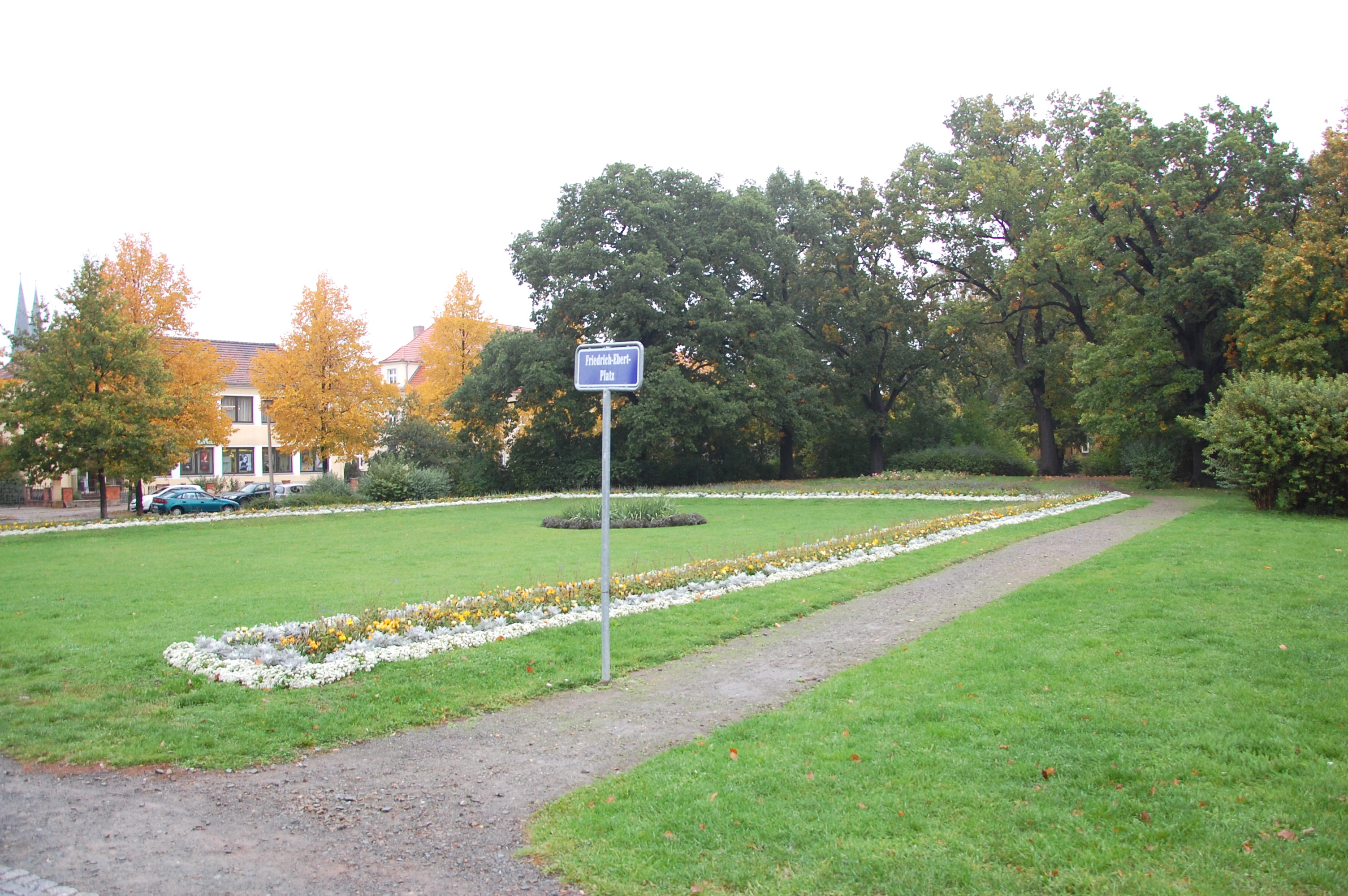
Friedrich-Ebert-Park

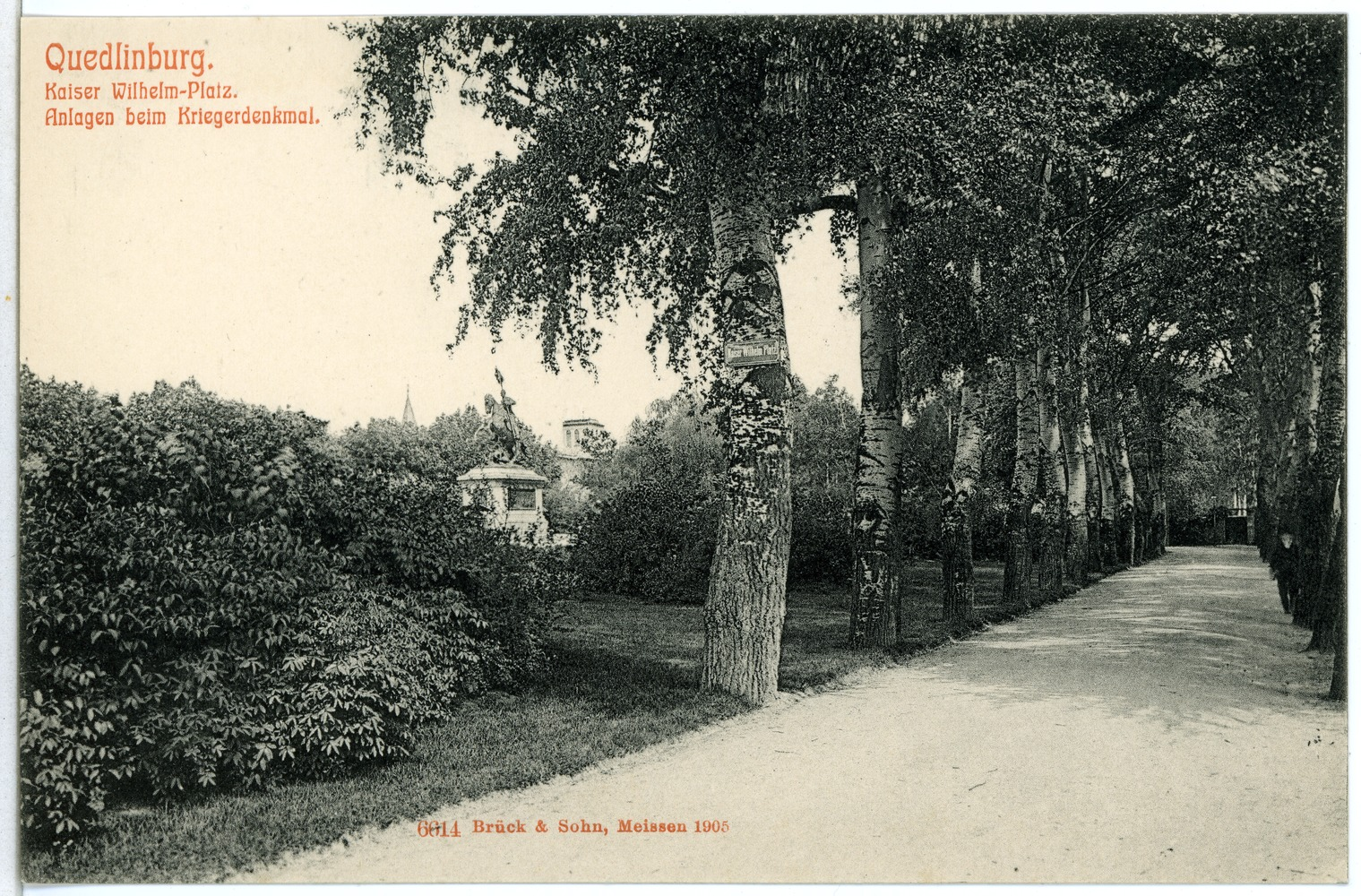
Der Platz 1905 als Kaiser-Wilhelm-Platz, im Hintergrund das Siegesdenkmal

Der Friedrich-Ebert-Park ist ein denkmalgeschützter Park in der Stadt Quedlinburg in Sachsen-Anhalt.

## Lage
Er befindet sich südlich links der Bode, östlich der historischen Quedlinburger Neustadt und nimmt die Fläche des Friedrich-Ebert-Platzes ein. Am Park entlang führt die Bahnhofstraße, die vom östlich gelegenen Bahnhof Quedlinburg in die Innenstadt führt. Der Park ist im Quedlinburger Denkmalverzeichnis eingetragen.

## Architektur und Geschichte
Der Park wurde in der zweiten Hälfte des 19. Jahrhunderts als Kaiserpark im Bereich des ehemaligen Stadtwalls angelegt. Östlich der Bahnhofsstraße erhielt der Park eine barocke Gestaltung, westlich entstand ein Landschaftspark in den Formen des 19. Jahrhunderts. 1895 wurde, auf dem damals als Kaiser-Wilhelm-Platz benannten Platz, ein vom Quedlinburger Bildhauer Richard Anders geschaffenes Siegesdenkmal eingeweiht, welches 1946 abgerissen wurde.
1898 wurde westlich der Bahnhofsstraße das Denkmal Friede beschützt durch Waffen errichtet, welches bereits 1945 entfernt wurde.